# 双子幻镜
《雙重鏡影》是由Dontnod Entertainment制作发行、涉谷制作联合制作的剧情冒险游戏，2020年12月1日在Microsoft Windows、PlayStation 4和Xbox One发行。

## 游戏玩法
《双子幻镜》是一款以第三人称视角呈现的冒险游戏。玩家扮演回到家乡西弗吉尼亚州巴斯伍德的调查记者萨姆，与环境及物体进行互动。在这期间，萨姆可以根据调查进展与周围人交谈，解锁不同的结局 。玩家在真实世界探索的时候，需要利用到萨姆的“心灵宫殿”寻找线索，与此同时萨姆内心的分身（Double）会协助或干扰调查。

## 剧情
前知名调查记者萨姆·“穆莱”·希格斯（Samuel "Muley" Higgs）因挚友尼克去世，回到家乡西弗吉尼亚州巴斯伍德。萨姆之前写文章揭发当地的煤矿，导致该公司倒闭，让数百人失业，愤怒的乡民从此看不起他，他因此离开当地。萨姆回乡的时候，尼克的女儿琼觉得父亲死前的活动十分可疑，希望萨姆帮忙调查他的死因。玩家虽然可以选择调不调查尼克的死因，但最终都回被迫进行调查。前女友安娜之前和尼克一起在《巴斯伍德丛林报》（Basswood Jungle）共事，关系要好。她与山姆一起进行调查，希望追踪调查指向尼克死因的萧索。

## 开发
2016年，Dontnod Entertainment组建独立的高级开发师团队，着手开发与发行商万代南梦宫娱乐合作的作品。截至2018年9月，团队规模约40人。领先编剧马修·里特受《鋼鐵天空下》和《宇宙传奇》等冒险游戏影响。
有别于之前的作品，Dontnod希望《双子幻镜》能避免超自然元素。艺术总监皮埃尔-艾蒂安·特拉弗斯表示，游戏的主要概念是二元论，而背景设置在西弗吉尼亚州南部的虚构城镇，是为了扩大游戏的吸引力。
2019年6月，Dontnod宣布自行发行《双子游戏》，万代南梦宫娱乐仅负责主机版开发。涉谷制作担任联合制作。Dontnod从万代手上买下IP版权后，万代决定取消日本版开发。
游戏最初计划分章节发行，后来因返工推迟发行计划，最终放弃分章节。

## 发行
游戏预告片于2018年6月公开，宣布将于次年登陆Microsoft Windows、PlayStation 4和Xbox One。8月，消息指游戏分三章发行，第一章为《Lost on Arrival》。2019年6月，游戏推迟到2020年发行，Windows版将在Epic游戏商城独占一年。游戏于2020年12月1日发行。
| 汇总媒体   | 得分                                     |
| ---------- | ---------------------------------------- |
| Metacritic | （PC）65/100 （PS4）60/100 (XONE) 62/100 |

| 媒体          | 得分   |
| ------------- | ------ |
| 4Players      | 75%    |
| Easy Allies   | 6.0/10 |
| Eurogamer     | 缺省   |
| GameSpot      | 7/10   |
| IGN           | 5/10   |
| Jeuxvideo.com | 13/20  |
| PC Gamer美国  | 52/100 |
| PCGamesN      | 7/10   |
| 衛報          | 4/5    |

根据Metacritic，游戏获得“褒贬不一或口碑平平”的评价。部分评论批评玩法机制，认为主角缺乏个性，时长也很短。视觉效果则获认可。

### 奖项
| 年份 | 大奖                           | 奖项     | 结果 | 参考   |
| ---- | ------------------------------ | -------- | ---- | ------ |
| 2018 | Jeuxvideo.com Gamescom年度大奖 | 原创大奖 | 獲獎 | [ 39 ] |